# Aleksander Aldea
Aleksander Aldea (rum. Alexandru I Aldea, ur. ok. 1397, zm. 1436) – hospodar wołoski w latach 1431–1436 z dynastii Basarabów, syn Mirczy Starego.
Uzyskał władzę na fali wzrastającej niechęci bojarów do swojego kuzyna Dana II. Gdy ten ostatni padł w walce z Turkami w 1431 roku, Aleksander uzyskał tron hospodarski dzięki poparciu możnych oraz hospodara Mołdawii, Aleksandra Dobrego. Już w 1432 na Wołoszczyznę uderzyli Turcy – Aleksander nie podjął walki i przyjął ciężkie warunki kapitulacji: stały haracz, sojusz wojskowy i konieczność oddania zakładników na dwór sułtana. Nie uchroniło to Wołoszczyzny przed łupieżczymi wyprawami nadgranicznych dowódców tureckich. To z kolei powodowało wzrost niezadowolenia w kraju. Bojarzy wołoscy opowiedzieli się wówczas po stronie Włada Diabła, innego syna Mirczy Starego, przebywającego w Fogaraszu w Siedmiogrodzie, który już w 1431 (będąc wówczas wojewodą siedmiogrodzkim z ramienia króla węgierskiego) bezskutecznie starał się o tron wołoski. W grudniu 1436 Wład Diabeł z pomocą siedmiogrodzką wyparł Turków oraz pokonał i zabił Aldeę.

## Literatura
- J. Demel: Historia Rumunii. Wrocław – Warszawa – Kraków: Zakład Narodowy im. Ossolińskich – Wydawnictwo, 1970, s. 122.
- J. Rajman: Encyklopedia średniowiecza. Kraków: Wydawnictwo Zielona Sowa, 2006, s. 34. ISBN 83-7435-263-9.